# (632) Pyrrha
(632) Pyrrha ist ein Asteroid des Hauptgürtels, der am 5. April 1907 vom deutschen Astronomen August Kopff in Heidelberg entdeckt wurde. 
Der Asteroid trägt den Namen der Pyrrha, die in der griechischen Mythologie die Deukalionische Flut überlebte.